# ルーラ (時計メーカー)
ルーラ (VEB Uhrenwerke Ruhla) は、かつてドイツに存在した時計メーカーである。1862年にドイツのテューリンゲンで創業し、東西分断時代は社会主義国・東ドイツに所在したため国営企業（人民公社）となっていた。比較的廉価な製品で知られた。

## 概要
- 1862年 - クリスティアン・ティール（Chirstian Thiel）とゲオルク・ティール（Georg Thiel）の兄弟がテューリンゲン地方のルーラで金属製品の会社を創業した。
- 1892年 - 時計の製造を開始した。
- 1990年 - 東西ドイツ統一とともに Garde Uhren und Feinmechanik Ruhla GmbH（Gardé Watches and Precision Engineering Ruhla Ltd.）となった。
- 1991年 - これ以前の製品の輸出を停止、そのブランドとしての幕を閉じた。
- 2019年 - 新たに設立されたUMR GmbH(Uhren Manufaktur Ruhla)がブランドを復活させた[1]。